# 克里斯蒂安·坎特韦尔
克里斯蒂安·坎特韦尔（英語：Christian Cantwell，1980年9月30日—）生于密苏里州杰斐逊城，是一名美国男子田径运动员，主攻铅球项目。曾获得2008年北京奥运男子铅球银牌。